# Modèle climatique

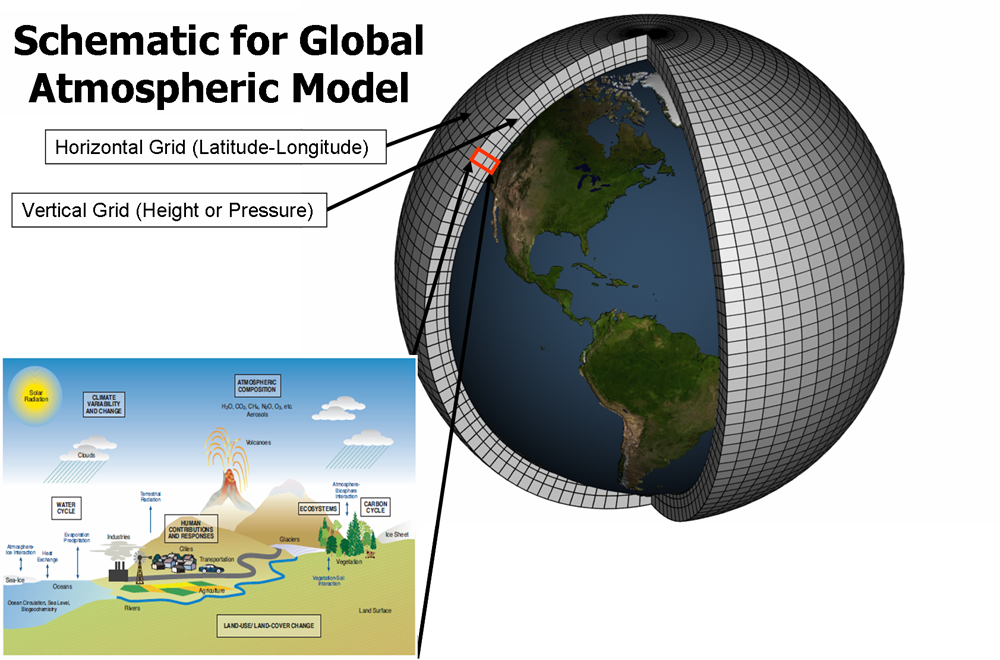
Les modèles climatiques sont des systèmes d'équations différentielles basées sur les lois fondamentales de la physique, du mouvement des fluides et de la chimie. Pour « exécuter » un modèle, les scientifiques divisent la planète en une grille tridimensionnelle, appliquent les équations de base et évaluent les résultats. Les modèles atmosphériques calculent les vents, le transfert de chaleur, le rayonnement, l'humidité relative et l'hydrologie de surface dans chaque grille et évaluent les interactions avec les points voisins.

Un modèle climatique est une modélisation mathématique du climat dans une zone géographique donnée.
Historiquement, le premier modèle atmosphérique date de 1950, et a été testé sur le premier ordinateur existant, l'ENIAC.
À la date du sixième rapport d'évaluation du GIEC (2021), autour de 100 modèles indépendants étaient utilisés par 49 différents laboratoires de climatologie à travers le monde,.
Les modèles varient en complexité. Les plus simples permettent de faire des simulations couvrant de plus larges domaines et étendues de temps. Les plus complexes permettent d'éviter certaines simplifications et peuvent potentiellement mieux approcher la réalité mais sont plus coûteux en puissance de calcul. Par contre, ces modèles ne permettent actuellement pas de faire des simulations sur plusieurs décennies du fait des externalités qui ne peuvent être prises en compte et de l'Effet papillon.

## Description
Il existe différents types de modèles allant d'un simple bilan énergétique aux modèles du système Terre globaux représentant de façon complexe les différentes composantes du système Terre - atmosphère, océan, glace de mer, biosphère continentale, etc. -  et leurs interactions.
Parmi les modèles détaillés dans le 5e rapport du GIEC, on trouve:
- Les modèles couplés océan-atmosphère[3]. Ces modèles représentaient l'essentiel des modèles utilisés et évalués dans le 4e rapport du GIEC. Ils sont constitués de plusieurs modèles (un modèle d'océan, un modèle d'atmosphère, un modèle de glace de mer, un modèle représentant les continents (végétation, ruissellement, etc.)) qui échangent leurs informations (couplage). Par exemple, les températures de surface atmosphériques, calculées par le modèle d'atmosphère, servent de données d'entrée au modèle d'océan pour le calcul des températures de surface océanique et vice-versa. Ces modèles sont toujours très utilisés aujourd'hui.
- Les modèles du système Terre[3]. Ces modèles sont le développement des modèles couplés océan-atmosphère, auxquels est ajoutée la simulation des cycles biogéochimiques. Ils constituent aujourd'hui les outils les plus complets pour la réalisation des projections climatiques pour lesquelles les rétroactions liées aux cycles biogéochimiques sont importantes.
- Les modèles du système Terre de complexité intermédiaire[3],[4]. Ces modèles incluent les composantes des modèles du système Terre, mais souvent de façon idéalisée, ou à faible résolution, afin d'être moins coûteux en puissance de calcul. Ils permettent l'étude de questions spécifiques, par exemple la compréhension de certains processus de rétroactions.
- Les modèles régionaux[5]. Ils sont similaires aux modèles précédents, mais leur domaine spatial ne couvre qu'une partie du globe terrestre. Leur domaine étant plus petit, il est possible d'avoir une meilleure résolution spatiale (taille de la maille plus petite) et temporelle pour un même coût de calcul par rapport à un modèle global. Les informations aux frontières sont en général fournies par les modèles globaux.

## Familles de modèles

### Modèles de circulation générale
Le modèle de circulation générale fait intervenir la circulation atmosphérique et océanique à l'échelle planétaire. Il en existe également de complexités variables, les plus simples pouvant modéliser uniquement la circulation atmosphérique selon les équations de Navier-Stokes et les plus complexes prenant en compte de nombreux paramètres tels que la rugosité du sol, la végétation, la volcanologie…

### Modèles de bilan énergétique
Les modèles de bilan énergétique, en anglais energy balance models (EBMs), sont des modèles simplifiés qui visent à représenter le seul bilan radiatif de la Terre à l'aide d'équations mathématiques. Ils sont généralement à zéro dimension spatiale, mais peuvent intégrer une ou deux dimensions horizontales (latitude et longitude),. Les travaux pionniers en la matière sont les modèles de Mikhaïl Boudyko et William D. Sellers (en), publiés en 1969, qui portent sur la rétroaction glace-albédo,,. Des modèles mathématiques antérieurs, par exemple celui de Svante August Arrhenius publié en 1896 et utilisé pour estimer la sensibilité climatique, en sont les précurseurs.

## Construction classique du modèle
Les modèles climatiques sont basés sur les lois fondamentales de la physique, c'est-à-dire la conservation de l'énergie, de la masse, et de la quantité de mouvement. Ces lois, appliquées aux fluides (air pour l'atmosphère, et eau pour l'océan), et mises sous forme d'équations, sont connues sous le nom d'équations de Navier-Stokes. Ces équations sont ensuite simplifiées en se plaçant dans le cadre de certaines approximations. Ces équations simplifiées, appelée équations primitives, sont la base du modèle. Pour la modélisation des cycles biogéochimiques, le rapport de Redfield est imposé et constitue donc souvent une des équations de base. 
Il faut ensuite implémenter ces équations sur ordinateur. Pour cela :
- On établit un maillage artificiel, tridimensionnel du milieu que l'on veut modéliser (par ex: atmosphère) on découpe virtuellement la zone géographique en mailles de plusieurs kilomètres de côté. La taille de la maille conditionnera le temps de calcul informatique.
- On résout les équations à l'intérieur de chaque boite pour déterminer quelques paramètres considérés comme caractéristiques pour le système dans son ensemble. Il peut s'agir de la température moyenne et de sa répartition, les précipitations saisonnières, le taux d'humidité moyenne, la couverture végétale, la vitesse et la direction des vents, etc.

- On programme l'ensemble de ce modèle mathématique, en langage informatique.

Au bout de ce processus, on teste le modèle par rapport aux observations de terrain, ce qui finalement, améliore le modèle précédent.

## Applications
Le choix du modèle dépend de la question scientifique posée. Ces modèles permettent, entre autres:
- L'étude du climat passé, que ce soit sur les grandes périodes d'évolution de la Terre (paléoclimatologie) ou sur la période récente du 20e siècle.
- L'analyse et la compréhension des mécanismes physiques associés à certains évènements climatiques (comme le ralentissement de la hausse des températures de surface atmosphérique sur la décennie 2000s).
- L'analyse et la compréhension de la variabilité climatique dite 'interne', c'est-à-dire liée aux interactions internes au système Terre, par exemple liés aux échanges de chaleur entre l'océan et l'atmosphère.
- La détection et l'attribution des changements climatiques, c'est-à-dire la détection de fluctuations climatiques par rapport à un climat moyen et l'attribution à une cause, c'est-à-dire la compréhension du mécanisme physique qui en est l'origine[13]
- Les prévisions climatiques, c'est-à-dire la prévision des fluctuations climatiques, toutes sources confondues
- Les projections climatiques, c'est-à-dire la réponse du climat à un changement externe donné. Typiquement, les projections climatiques sur le 21e siècle correspondent à la réponse du climat au changement de concentration de gaz à effet de serre dans l'atmosphère. Elles n'ont pas pour objectif de prévoir les fluctuations internes liées aux interactions entre l'océan et l'atmosphère. Ces fluctuations internes peuvent d'ailleurs masquer cette réponse sur certains indicateurs pendant certaines périodes, comme ce fut le cas sur la décennie 2000 ou il a été observé un plateau de l'évolution de la température globale[14].

## Incertitudes et évaluation
Les modèles climatiques sont imparfaits. La paramétrisation, qui permet de tenir compte des processus physiques d'échelle inférieure à celle de la maille du modèle, est la principale source d'incertitudes des modèles climatiques. 
La configuration des grilles (sur lesquelles sont discrétisées les équations physiques) et le choix des paramètres sont propres à chaque modèle. Il en résulte des différences dans les données de sorties qui permettent d'estimer l'incertitude due à ces imperfections. Cette incertitude est prise en compte dans les projections climatiques.
Tous les modèles de climat sont évalués en les confrontant aux observations. Cette comparaison modèle-observation tient compte des incertitudes sur les simulations, mais aussi sur les observations (en particulier liées à l'échantillonnage limité). L'évaluation porte notamment sur :
- Le climat moyen : notamment la circulation atmosphérique, la circulation océanique, la température moyenne, la couverture de glace de mer, etc.
- La capacité à reproduire correctement le cycle saisonnier dans chaque région
- La capacité à simuler a variabilité interannuelle à décennale (évènements El Niño, minimum de couverture de glace de mer, variations de modes de variabilité comme l'oscillation nord-atlantique
- La capacité à simuler les tendances récentes observées (fonte de la banquise, réchauffement global, montée du niveau des mers…)

## Progrès techniques et nombre de modèles
La prédiction climatique a été révolutionnée par les progrès de la modélisation, eux-mêmes dopés par l'avènement des satellites artificiels qui collectent de très nombreuses données sur l'état de l'atmosphère (humidité, nébulosité, température…), de même que par le développement des stations météorologiques au sol.
La puissance de calcul informatique est également déterminante en climatologie. Exponentiellement croissante, elle a permis d'adjoindre plus de paramètres au modèle, et de diminuer le maillage au sol. Le temps d'une simulation d'un mois d'évolution a été divisé par plus de 100 en 20 ans (de 1980 à 2000). L'utilisation de supercalculateurs est actuellement la norme. Des programmes de recherche financés par le G8-HORC visent actuellement à actualiser les modèles afin de pouvoir utiliser au mieux les supercalculateurs exaflopiques à venir.
Les modèles climatiques comptent parmi les outils essentiels utilisés par les experts du GIEC pour calculer les conséquences probables du réchauffement climatique.
À la date du 4e rapport du GIEC (2007), le nombre de modèles indépendants utilisés par les différents laboratoires de climatologie était de 23 dans le monde. Ce nombre a depuis grandi pour préparer le 5e rapport, puis pour le 6e rapport (attendu pour 2021).
Une tendance récente est qu'avec les mêmes entrées de données, les modèles de nouvelle génération (théoriquement beaucoup plus précis) tendent à prédire des températures plus chaudes que les modèles anciens (plus simples). 
Ainsi pour un doublement du CO2 dans l'air par rapport aux niveaux préindustriels les premiers modèles annonçaient +1 °C en 2100, mais la seconde génération de modèles suggérait qu'entre 2020 et 2070 les +1 °C seraient déjà atteint, Puis une troisième génération de simulations, s'est basée sur une puissance de calcul dopée par l'utilisation combinée de milliers d'ordinateurs, concluant à un réchauffement pouvant atteindre 3 °C en 2100. Puis une modélisation (climateprediction.net) a prédit en mars 2012 (dans Nature. Géoscience) que +1,4 à +3,0°C pourraient déjà être atteint en 2050.  Cette troisième génération de modèles prédisaient +2 à +4,5 °C à la fin du siècle (une fois le système climatique et planétaire équilibré). Mais en 2019, au moins huit des modèles de nouvelle génération mis au point et testés par de grands centres scientifiques des États-Unis, du Royaume-Uni, du Canada et de France, concluent que +5 °C (et même plus) pourraient être atteints en 2100. Même les concepteurs de ces modèles pensent qu'un tel réchauffement est peu probable. Une hypothèse est qu'il existe un biais du modèle de simulation du système terrestre (pourtant plus précis que jamais auparavant). En avril 2019, ce biais est encore à identifier. 

Les sensibilités climatiques des modèles pourraient être moins soulignées dans la 6e évaluation du climat des États-Unis, au profit d'une étude des contraintes liées au climat ancien mises en relation avec les observations modernes.